# Швобфельд
Швобфельд (нем. Schwobfeld) — община в Германии, в земле Тюрингия. 
Входит в состав района Айхсфельд. Подчиняется управлению Эрсхаузен/Гайсмар.  Население составляет 121 человек (на 31 декабря 2010 года). Занимает площадь 2,50 км².